# Copa del Rey de fútbol 1917
La Copa del Rey de Fútbol 1917 fue la decimoquinta edición de la competición. La conquistó el Madrid F. C. sumando así su quinto título. La competición tuvo lugar entre el 11 de marzo y el 15 de mayo de 1917.

## Equipos clasificados
Participaron en esta edición de la Copa los ganadores de los seis torneos regionales, puesto que en esta temporada Asturias inició su competición regional, que se disputaron en España durante la temporada 1916-17:
|  | Campeonato                       |                                  | Representante           |  |
|  | Campeonato Regional de Asturias  | Campeonato Regional de Asturias  | Real Sporting de Gijón  |  |
|  | Campeonato de Cataluña           | Campeonato de Cataluña           | F. C. España            |  |
|  | Campeonato Regional Centro       | Campeonato Regional Centro       | Madrid Fútbol Club      |  |
|  | Campeonato de Galicia de Fútbol  | Campeonato de Galicia de Fútbol  | Real Vigo Sporting Club |  |
|  | Campeonato del Norte             | Campeonato del Norte             | Arenas Club de Guecho   |  |
|  | Campeonato Regional de Andalucía | Campeonato Regional de Andalucía | Sevilla Fútbol Club     |  |

## Fase final
El sistema de competición del torneo consistía en dos eliminatorias de cuartos de final a doble partido de la que saldrían los equipos que se enfrentarían, también a doble partido, a los dos equipos exentos de cuartos en las semifinales también a doble partido. El equipo ganador de la copa se decidiría en una final a partido único en campo neutral.
|  | Cuartos de final          | Cuartos de final          | Cuartos de final          |                       |                    | Semifinales            | Semifinales            | Semifinales            |  |              | Final      | Final      |
|  | 11 de marzo - 29 de abril | 11 de marzo - 29 de abril | 11 de marzo - 29 de abril |                       |                    | 1 de abril - 6 de mayo | 1 de abril - 6 de mayo | 1 de abril - 6 de mayo |  |              | 13 de mayo | 13 de mayo |
|  |                           |                           |                           |                       |                    |                        |                        |                        |  |              |            |            |
|  | Madrid F. C.              | 8                         | 1                         |                       |                    |                        |                        |                        |  |              |            |            |
|  | Sevilla F. C.             | 1                         | 2                         |                       |                    |                        |                        |                        |  |              |            |            |
|  | Sevilla F. C.             | 1                         | 2                         |                       | F. C. España       | 1                      | 3                      |                        |  |              |            |            |
|  |                           |                           |                           |                       | F. C. España       | 1                      | 3                      |                        |  |              |            |            |
|  | Madrid F. C.              | 4                         | 1                         |                       |                    |                        |                        |                        |  |              |            |            |
|  | Madrid F. C.              | 4                         | 1                         |                       |                    |                        |                        |                        |  |              |            |            |
|  |                           |                           |                           |                       |                    |                        |                        |                        |  |              |            |            |
|  |                           |                           |                           |                       |                    |                        |                        |                        |  |              |            |            |
|  |                           |                           |                           |                       |                    |                        |                        |                        |  | Madrid F. C. | 0          |            |
|  |                           |                           |                           | Arenas Club de Guecho | 0                  |                        |                        |                        |  |              |            |            |
|  | Real Sporting de Gijón    | 0                         | 0                         |                       |                    |                        |                        |                        |  |              |            |            |
|  | Arenas Club de Guecho     | 1                         | 7                         |                       |                    |                        |                        |                        |  |              |            |            |
|  | Arenas Club de Guecho     | 1                         | 7                         |                       | Real Vigo Sporting | 1                      | 0                      |                        |  |              |            |            |
|  |                           |                           |                           |                       | Real Vigo Sporting | 1                      | 0                      |                        |  |              |            |            |
|  | Arenas Club de Guecho     | 2                         | 2                         |                       |                    |                        |                        |                        |  |              |            |            |
|  | Arenas Club de Guecho     | 2                         | 2                         |                       |                    |                        |                        |                        |  |              |            |            |
|  |                           |                           |                           |                       |                    |                        |                        |                        |  |              |            |            |
|  |                           |                           |                           |                       |                    |                        |                        |                        |  |              |            |            |

### Cuartos de final
El cuadro de eliminatorias se jugó por partes. El enfrentamiento de cuartos de final correspondiente a la parte alta del cuadro se jugó en marzo concretamente los días 11 y 18. El desempate de disputó el 19 de marzo en Sevilla. De él salió victorioso el Madrid F. C. En la otra parte del cuadro no se empezó a competir hasta los últimos días de abril, 22 y 29, en que se jugó la otra eliminatoria de cuartos.

#### Madrid F. C. - Sevilla F. C.
| 1.er Cuarto de final (Ida); 11 de marzo de 1917 | Madrid F. C.                                               | 8:1 | Sevilla F. C.      | Estadio de O'Donnell, Madrid |                       |
|                                                 | Álvarez 1T' · Bernabéu 1T' 2T' · Aranguren 2T' · Petit 2T' |     | Spencer 1T' (pen.) | Árbitro(s): Larrañaga        | Árbitro(s): Larrañaga |

| 1.er Cuarto de final (Vuelta); 18 de marzo de 1917 | Sevilla F. C.             | 2:1 | Madrid F. C. | Campo del Mercantil, Sevilla |                    |
|                                                    | Spencer 33' · Spencer 75' |     | Bernabéu 1T' | Árbitro(s): Miller           | Árbitro(s): Miller |

| 1.er Cuarto de final (Desempate); 19 de marzo de 1917 | Sevilla F. C. | 0:4 | Madrid F. C.                                         | Campo del Mercantil, Sevilla |                    |
|                                                       |               |     | - Álvarez 1T' - Petit 1T' - Bernabéu 1T' - Sansi 2T' | Árbitro(s): Miller           | Árbitro(s): Miller |

#### Sporting de Gijón - Arenas de Guecho
| 2º Cuarto de final (Ida); 22 de abril de 1917 | Sporting de Gijón | 0:1 | Arenas Club      | El Molinón, Gijón     |                       |
|                                               |                   |     | Campo 75' (a.g.) | Árbitro(s): Larrañaga | Árbitro(s): Larrañaga |

| 2º Cuarto de final (Vuelta); 29 de abril de 1917 | Arenas Club                   | 7:0 | Sporting de Gijón | Josaleta, Guecho   |                    |
|                                                  | Sin datos 1T' · Sin datos 2T' |     |                   | Árbitro(s): Dieste | Árbitro(s): Dieste |

### Semifinales
La primera semifinal se disputó los días 1 y 8 del mes de abril enfrentando al Madrid F. C. ante el F. C. España. Esta eliminatoria necesitó de hasta dos desempates jugados en Barcelona, los días 10 y 29 de abril. La otra semifinal se jugó pocas jornadas antes de la disputa de la final, los días 1 y 6 de mayo. Así se definió la gran final entre Madrid F. C. y Arenas Club de Guecho que habría de jugarse en el campo de la calle Muntaner de Barcelona el 13 de mayo de 1917.

#### Madrid F. C. - F. C. España
| 1ª Semifinal (Ida); 1 de abril de 1917 | Madrid F. C.                                       | 4:1 | F. C. España          | Estadio de O'Donnell, Madrid |                     |
|                                        | Juan José Petit 1T' · Bernabéu 1T' · De Miguel 1T' |     | Bellavista 2T' (pen.) | Árbitro(s): Torrens          | Árbitro(s): Torrens |

| 1ª Semifinal (Vuelta); 8 de abril de 1917 | F. C. España                          | 3:1 | Madrid F. C. | Camp del Carrer Entença, Barcelona |                   |
|                                           | Cruella 33' · Segarra 2T' · Plaza 63' |     | Saura 40'    | Árbitro(s): Ruete                  | Árbitro(s): Ruete |

| 1ª Semifinal (1.er desempate); 10 de abril de 1917 | F. C. España                 | 2:2 (t. s.) | Madrid F. C.            | Camp del Carrer Entença, Barcelona |                     |
|                                                    | Raich 1T' · Baró 110' (pen.) |             | Saura 1T' · Sotero 103' | Árbitro(s): Torrens                | Árbitro(s): Torrens |

| 1ª Semifinal (2º desempate); 29 de abril de 1917 | F. C. España | 0:1 | Madrid F. C.       | Camp del Carrer Entença, Barcelona |                     |
|                                                  |              |     | «Sansi» 2T' (pen.) | Árbitro(s): Arzuaga                | Árbitro(s): Arzuaga |

#### Arenas de Guecho - Vigo Sporting
| 2ª Semifinal (Ida); 1 de mayo de 1917 | Arenas Club           | 2:1 | Vigo Sporting | Josaleta, Guecho   |                    |
|                                       | Suárez 47' · Peña 58' |     | Nolasco 2T'   | Árbitro(s): Dieste | Árbitro(s): Dieste |

| 2ª Semifinal (Vuelta); 6 de mayo de 1917 | Vigo Sporting | 0:2 | Arenas Club  | Sin datos, Vigo       |                       |
|                                          |               |     | Sin datos ?' | Árbitro(s): Larrañaga | Árbitro(s): Larrañaga |

### Final
Ante una gran expectación de los 6000 espectadores que llenaban el campo de la Calle Muntaner, se dio inicio a la final a las cuatro en punto de la tarde. El partido tuvo una primera parte bastante vistosa con un Madrid F. C. que manejaba mejor la pelota y un Arenas de Guecho que compensaba esto con voluntad y lucha. La segunda parte transcurrió con un juego menos vistoso pero en las mismas coordenadas. Después de los 90 minutos reglamentarios y habiendo finalizado el partido con un empate sin goles, se decidió disputar una prórroga de veinte minutos en dos partes que no cambió nada en el marcador. Ante esto y con falta de luz ya, la resolución de la final de la Copa tuvo que quedar para un segundo partido a modo de desempate.
| 1     | POR   | Eduardo Teus          |  |
| 2     | DEF   | Juan Antonio Erice    |  |
| 3     | DFE   | José Múgica           |  |
| 4     | MED   | Ricardo Álvarez       |  |
| 5     | MED   | Alberto Machimbarrena |  |
| 6     | MED   | Eulogio Aranguren     |  |
| 7     | DEL   | Antonio de Miguel     |  |
| 8     | DEL   | José María Sansi      |  |
| 9     | DEL   | René Petit            |  |
| 10    | DEL   | Luis Saura            |  |
| 11    | DEL   | Sotero Aranguren      |  |
| D. T. | D. T. | Arthur Johnson        |  |

| 1     | POR   | José María Jáuregui |  |
| 2     | DEF   | Pedro Vallana       |  |
| 3     | DEF   | Hormaechea          |  |
| 4     | MED   | Gumersindo Uriarte  |  |
| 5     | MED   | Pedro Barturen      |  |
| 6     | MED   | José María Peña     |  |
| 7     | DEL   | Zubiaga             |  |
| 8     | DEL   | Chacho González     |  |
| 9     | DEL   | Muñoz               |  |
| 10    | DEL   | Manuel Suárez       |  |
| 11    | DEL   | Florencio Peña      |  |
| D. T. | D. T. | Sin datos           |  |

| Árbitro:        | Paco Bru |
| Jueces de línea | Forns    |
| Jueces de línea | Femenías |
| Jueces de gol   | Mora     |
| Jueces de gol   | Peris    |
| Reporte         |          |

| 1     | POR   | Eduardo Teus          |  |
| 2     | DEF   | Juan Antonio Erice    |  |
| 3     | DFE   | José Múgica           |  |
| 4     | MED   | Ricardo Álvarez       |  |
| 5     | MED   | Alberto Machimbarrena |  |
| 6     | MED   | Eulogio Aranguren     |  |
| 7     | DEL   | Antonio de Miguel     |  |
| 8     | DEL   | José María Sansi      |  |
| 9     | DEL   | René Petit            |  |
| 10    | DEL   | Luis Saura            |  |
| 11    | DEL   | Sotero Aranguren      |  |
| D. T. | D. T. | Arthur Johnson        |  |

| 1     | POR   | José María Jáuregui |  |
| 2     | DEF   | Pedro Vallana       |  |
| 3     | DEF   | Hormaechea          |  |
| 4     | MED   | Gumersindo Uriarte  |  |
| 5     | MED   | Pedro Barturen      |  |
| 6     | MED   | José María Peña     |  |
| 7     | DEL   | Zubiaga             |  |
| 8     | DEL   | Chacho González     |  |
| 9     | DEL   | Muñoz               |  |
| 10    | DEL   | Manuel Suárez       |  |
| 11    | DEL   | Florencio Peña      |  |
| D. T. | D. T. | Sin datos           |  |

| Árbitro:        | Paco Bru |
| Jueces de línea | Forns    |
| Jueces de línea | Femenías |
| Jueces de gol   | Mora     |
| Jueces de gol   | Peris    |
| Reporte         |          |

El partido de desempate se jugó dos días después, en el mismo escenario, con el mismo arbitraje y, prácticamente, con los mismos protagonistas (sólo un cambio por equipo). El partido fue muy parecido al anterior, aunque en este caso un gol tempranero del Arenas de Guecho y otro mediado la segunda parte del Madrid F. C. le pusieron algo de más emoción. Como el encuentro terminó en empate a uno, se jugó una prórroga de veinte minutos, persistiendo el mismo marcador. Por ese motivo, se jugaron otros veinte minutos suplementarios, en la que los madridistas lograron el gol de la victoria. En total, pues, el partido duró 130 minutos y la final necesitó 240 minutos para dilucidar al vencedor.
| 1     | POR   | Eduardo Teus          |  |
| 2     | DEF   | Juan Antonio Erice    |  |
| 3     | DEF   | José Múgica           |  |
| 4     | MED   | Ricardo Álvarez       |  |
| 5     | MED   | Alberto Machimbarrena |  |
| 6     | MED   | Eulogio Aranguren     |  |
| 7     | DEL   | Antonio de Miguel     |  |
| 8     | DEL   | José María Sansi      |  |
| 9     | DEL   | René Petit            |  |
| 10    | DEL   | Fernando Muguiro      |  |
| 11    | DEL   | Sotero Aranguren      |  |
| D. T. | D. T. | Arthur Johnson        |  |

| 1     | POR   | José María Jáuregui |  |  |
| 2     | DEF   | Pedro Vallana       |  |  |
| 3     | DEF   | Hormaechea          |  |  |
| 4     | MED   | Gumersindo Uriarte  |  |  |
| 5     | MED   | Pedro Barturen      |  |  |
| 6     | MED   | José María Peña     |  |  |
| 7     | DEL   | Monacho Careaga     |  |  |
| 8     | DEL   | Chacho González     |  |  |
| 9     | DEL   | Muñoz               |  |  |
| 10    | DEL   | Manuel Suárez       |  |  |
| 11    | DEL   | Florencio Peña      |  |  |
| D. T. | D. T. | Sin datos           |  |  |

| 75'  | René Petit      | 1:1 |
| 113' | Ricardo Álvarez | 2:1 |

| 15' | Manuel Suárez de Begoña | 0:1 |

| Árbitro:        | Paco Bru |
| Jueces de línea | Forns    |
| Jueces de línea | Femenías |
| Jueces de gol   | Mora     |
| Jueces de gol   | Peris    |
| Reporte         |          |

| 1     | POR   | Eduardo Teus          |  |
| 2     | DEF   | Juan Antonio Erice    |  |
| 3     | DEF   | José Múgica           |  |
| 4     | MED   | Ricardo Álvarez       |  |
| 5     | MED   | Alberto Machimbarrena |  |
| 6     | MED   | Eulogio Aranguren     |  |
| 7     | DEL   | Antonio de Miguel     |  |
| 8     | DEL   | José María Sansi      |  |
| 9     | DEL   | René Petit            |  |
| 10    | DEL   | Fernando Muguiro      |  |
| 11    | DEL   | Sotero Aranguren      |  |
| D. T. | D. T. | Arthur Johnson        |  |

| 1     | POR   | José María Jáuregui |  |  |
| 2     | DEF   | Pedro Vallana       |  |  |
| 3     | DEF   | Hormaechea          |  |  |
| 4     | MED   | Gumersindo Uriarte  |  |  |
| 5     | MED   | Pedro Barturen      |  |  |
| 6     | MED   | José María Peña     |  |  |
| 7     | DEL   | Monacho Careaga     |  |  |
| 8     | DEL   | Chacho González     |  |  |
| 9     | DEL   | Muñoz               |  |  |
| 10    | DEL   | Manuel Suárez       |  |  |
| 11    | DEL   | Florencio Peña      |  |  |
| D. T. | D. T. | Sin datos           |  |  |

| 75'  | René Petit      | 1:1 |
| 113' | Ricardo Álvarez | 2:1 |

| 15' | Manuel Suárez de Begoña | 0:1 |

| Árbitro:        | Paco Bru |
| Jueces de línea | Forns    |
| Jueces de línea | Femenías |
| Jueces de gol   | Mora     |
| Jueces de gol   | Peris    |
| Reporte         |          |

|                      |
| Campeón MADRID F. C. |
| Quinto título        |